# Merkurius (helgon)

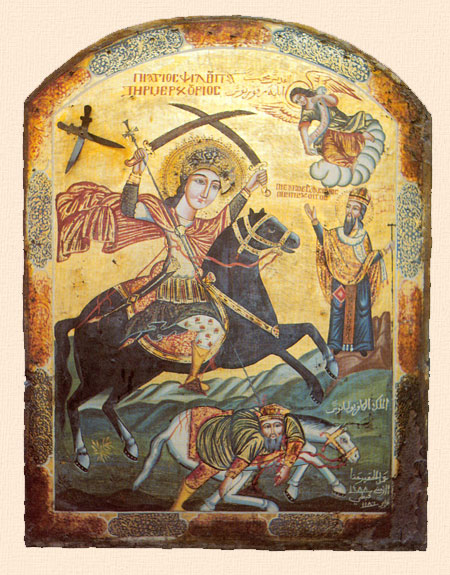
Sankt Merkurius dödar Julianus med sitt spjut

Sankt Mercurius var ett kristet helgon och martyr. Ursprungligen hette han Philopater och var född i Eskentos i Kappadocien, enligt en källa. En annan menar hans födelseort var Rom. 
Hans far fick en uppenbarelse som gjorde att han lät döpa sig till kristendomen med hela sin familj och då ändrades sonens namn till Mercurius. Han växte upp och blev soldat i den romerska armen under kejsar Decius regering 249-251 e.Kr. När denne började förfölja de kristna uppenbarade sig ärkeängeln Mikael för Mercurius med budskapet att inte vara rädd förföljelse och hålla fast vid sin kristna tro. Detta ledde till att Mecurius blev torterad, men folkets vrede skrämde Decius, så att han skickades iväg slagen i bojor till Caesarea. Här halshöggs han, 25 år gammal berättar legenden. 
Det dröjde dock inte länge förrän helgonet började uppenbara sig för de kristna i staden. Man byggde en ny kyrka där Mercurius ben placerades. En sen tradition berättar att Basilius den store bad till helgonet att kejsar Julianus Apostata, som de kristna kallade Apostata, "avfällingen" inte skulle få komma tillbaka från sitt krig i Persien. Mercurius skulle då ha stigit ner från himlen och dödat Julianus med sitt spjut, enligt en kristen legend som dateras från 500-talet e.Kr. 